# I bambini fanno "ooh..."
I bambini fanno "ooh..." è un brano musicale del cantautore italiano Povia, diventato noto grazie al Festival di Sanremo 2005.
Si tratta dell'unico singolo estratto dal primo album in studio dell'artista, Evviva i pazzi... che hanno capito cos'è l'amore, il cui titolo è una frase presente nel testo della canzone.
Arrangiato e missato da Francesco Musacco, il brano ha riscosso un successo straordinario di vendite, rimanendo per 20 settimane, delle quali 19 consecutivamente (realizzando così un record ancora ineguagliato), alla prima posizione nelle classifiche italiane e venendo certificata 7 volte disco di platino.

## Descrizione
Inizialmente presentata e selezionata per far parte all'edizione del 2005 del Festival di Sanremo tra le Nuove Proposte, fu eliminata dalla rosa delle canzoni concorrenti perché già eseguita in precedenza, in violazione di una delle regole di ammissione al Festival.
La canzone, pur non partecipando alla gara canora, è stata scelta come colonna sonora per la campagna di solidarietà a favore dei bambini del Darfur, Avamposto 55, presentata al Teatro Ariston di Sanremo proprio durante le serate del Festival. Nell'airplay radiofonico ha raggiunto la posizione 2.
Contemporaneamente al brano venne pubblicato un album, Evviva i pazzi... che hanno capito cos'è l'amore. Il brano è stato il singolo più venduto in Italia nel 2005.
Nel 2006, Povia incise Cuando los niños hacen "ooh...", una versione in spagnolo del brano, nel suo album I bambini fanno "ooh..." la storia continua.... C'è anche una poco conosciuta versione in portoghese del brano, intitolata "Quando as crianças fazem Uau!!", inclusa nella raccolta Il meglio di Povia, del 2010.

### Le polemiche sulla beneficenza
Nel 2009 fece scalpore l'intervista rilasciata al settimanale iO Donna dall'ex manager del cantante Angelo Carrara, secondo il quale a favore di questa iniziativa il cantautore avrebbe dovuto devolvere per un anno i proventi derivanti dai diritti d'autore: circa 78.000 €, mentre nei fatti ne avrebbe devoluti circa 35.000, direttamente detratti all'artista dai proventi a lui spettanti, quindi versati dalla casa discografica. Da lì a qualche giorno, nel febbraio 2009 l'inviato di Striscia la notizia Valerio Staffelli consegnò a Povia un tapiro d'oro, ma il cantante dichiarò di avere la coscienza pulita.
L'intervista di Carrara, tuttavia, era infatti stata smentita dallo stesso Carrara qualche giorno prima: il 29 gennaio 2009, l'ex manager del cantante aveva inviato un comunicato stampa, anche in riferimento a queste successive puntualizzazioni (che Povia mostrava all'inviato di Striscia direttamente dal computer portatile che aveva nel bagagliaio della sua familiare), il cantautore precisava che il suo impegno era specificatamente quello di versare la sua quota (circa il 6%) dei diritti fonomeccanici del brano, pari appunto a 35.000 €.
In sintesi, secondo l'ex manager Carrara (si veda, comunque, la nota per il testo integrale), Povia avrebbe regolarmente devoluto in beneficenza la sua quota (circa il 6%) sui proventi delle vendite della canzone, come esattamente era stato il suo impegno. L'impegno a devolvere in beneficenza somme per la medesima iniziativa era stato preso anche da altri artisti intervistati in quell'edizione del Festival, impegno invero onorato dal solo presentatore della manifestazione Paolo Bonolis, che ha devoluto in beneficenza personalmente la somma di 50.000 €. Oltre agli 85.000 € devoluti dal presentatore e dal cantautore, solo la Fiat di Torino si aggiunse alle donazioni, con la somma di 5.000 €. L'iniziativa ebbe comunque esito positivo, in quanto la somma contribuì all'effettiva realizzazione di un ospedale per i bambini in Darfur.

## Video musicale
Il video del brano è stato girato a Milano nel quartiere Bovisa.

## Tracce
CD-Single ZYX 9917-8
1. I bambini fanno "ooh..." - 3:33
2. È vero - 3:27
3. Fiori - 3:04

CD-Single Target TAR0105
1. I bambini fanno "ooh..." - 3:33
2. È vero - 3:27

Download digitale e streaming
1. I bambini fanno "ooh..." - 3:33
2. Cuando los niños hacen "ooh..." (Versione spagnola) - 3:36
3. Quando as crianças fazem "Uau!!" (Versione portoghese) - 3:36

## Classifiche
| Classifica (2005) | Posizione massima |
| ----------------- | ----------------- |
| Italia            | 1                 |

### Classifiche di fine anno
| Classifiche (2005) | Posizione |
| ------------------ | --------- |
| Italia             | 1         |
| Classifiche (2006) | Posizione |
| Italia             | 75        |

## Riferimenti nella musica
Alla canzone rispose ironicamente il rapper J-Ax col brano del 2008 I vecchietti fanno O.